# Zakál Dénes
Nemesnépi Zakál Dénes (Csáktornya, 1900. július 26. – Budapest, Kőbánya, 1943. november 27.) zeneszerző, karnagy, a Magyar Telefonhírmondó és Rádió R. T. rendezője.

## Élete
Az ősrégi zalai nemesi származású nemesnépi Zakál család sarja, amelynek az első ismert említése 1513-ból származik. Apja a római katolikus nemesnépi Dr. Zakál Lajos (1869–1931), bírósági végrehajtó, anyja Hruska Berta (1879–1965). Az apai nagyszülei a szentgyörgyvölgyi születésű református vallású nemesnépi Zakál Henrik, ügyvéd, szolgabíró, zalai esküdt, és nemes Hegedüs Hermina (1843–1889) voltak.
Jogot végzett, majd ezt követően zeneszerzést tanult Siklós Alberttől. Első műve a hágai rádióban hangzott el. Művei szimfonikus költemények, zongoradarabok, dalok. Az 1930-as évektől táncdalok és magyar nótákat írásával foglalkozott. Ő zenésítette meg Lakner Artúr Édes mostoha című drámáját. 1935. október 19-én Budapesten feleségül vette a nála 12 évvel fiatalabb, reykjavíki születésű Nanna (Nancy) Snaelandot (1912. jún. 15. – 1991. aug. 1.). Elhunyt 1943 november 27-én, házasságának 8. évében, örök nyugalomra helyezték 1943. november 30-án délután a Kerepesi úti temetőben.

## Filmzenéi
- Egér a palotában (ff., magyar romantikus film, 1942)
- Cserebere (ff., magyar vígjáték, 1940)